# Енкориџ
Енкориџ (енгл. Anchorage) највећи је град америчке савезне државе Аљаска и уједно амерички град који се најбрже развија. По попису из 2020. било је 291.247 становника. Град је основан 1914. због изградње железнице према Фербанксу. Енкориџ се налази у југоисточној Аљасци, јужно од Маунт Макинлија.

## Демографија
По попису из 2010. године број становника је 291.826, што је 31.543 (12,1%) становника више него 2000. године.
|                   | 2010.            | 2000.            |
| Укупно            | 291 826 (100,0%) | 260 283 (100,0%) |
| Белци             | 182 814 (62,64%) | 181 982 (69,92%) |
| Остали            | 47 145 (16,16%)  | 33 870 (13,01%)  |
| Азијати           | 23 580 (8,080%)  | 14 433 (5,545%)  |
| Хиспаноамериканци | 22 061 (7,560%)  | 14 799 (5,686%)  |
| Афроамериканци    | 16 226 (5,560%)  | 15 199 (5,839%)  |

## Партнерски градови
- Chitose
- Дарвин
- Инчон
- Магадан
- Тромсе
- Витби
- Харбин